# Milan-San Remo 1979
L'édition 1979 de la course cycliste Milan-San Remo a été remportée au sprint par le Belge Roger De Vlaeminck devant Giuseppe Saronni.

## Classement final
|    | Cycliste            | Pays     | Équipe                     | Temps           |
| -- | ------------------- | -------- | -------------------------- | --------------- |
| 1  | Roger De Vlaeminck  | Belgique | Gis Gelati                 | 7 h 05 min 44 s |
| 2  | Giuseppe Saronni    | Italie   | Scic-Bottecchia            | m. t.           |
| 3  | Knut Knudsen        | Norvège  | Bianchi-Faema              | m. t.           |
| 4  | Francesco Moser     | Italie   | Sanson-Luxor TV            | m. t.           |
| 5  | Giuseppe Martinelli | Italie   | San Giacomo-Mobilificio    | m. t.           |
| 6  | Luciano Borgognoni  | Italie   | CBM Fast-Gaggia            | m. t.           |
| 7  | Bernard Hinault     | France   | Renault-Gitane-Campagnolo  | m. t.           |
| 8  | Daniel Willems      | Belgique | Ijsboerke-Warncke Eis-Gios | m. t.           |
| 9  | Giovanni Mantovani  | Italie   | Inoxpran                   | m. t.           |
| 10 | Mario Beccia        | Italie   | Mecap-Hoonved              | m. t.           |